# جمیل علی‌اف
جمیل علی‌اف (ترکی آذربایجانی: Cəmil Əziz oğlu Əliyev; ۳۰ مارس ۱۹۴۶ ‏(۷۸ سال) –) دکترای پزشکی، استاد، عضو آکادمی ملی علوم جمهوری آذربایجان، دارنده نشان دانشمند افتخاری جمهوری آذربایجان و رئیس مرکز ملی سرطان‌شناسی این کشور است.

## زندگی‌نامه
جمیل علی‌اف ۳۰ ماه مارس سال ۱۹۴۶ در شهر باکو در آذربایجان شوروی به دنیا آمد. وی دانش‌آموخته دانشگاه علوم پزشکی آذربایجان در سال ۱۹۶۸ است. در سال ۱۹۷۳ از پایان‌نامه خود تحت عنوان «تشخیص و درمان سرطان غشای مخاطی پوست لب پایینی و حفره دهان» دفاع کرد. در سال ۱۹۷۸ بود که با دفاع موفق از تز دکتری اش با عنوان «عمل جراحی پلاستیک ملانومای پوست و سرطان» در مرکز علمی آنکولوژی آکادمی علوم پزشکی اتحاد جماهیر شوروی سوسیالیستی واقع در مسکو، درجه علمی دکترای پزشکی را دریافت کرد. در سال ۱۹۸۰ از او در پاس تک‌نوشتش با اعطاء جایزه «دانشمند ن.ن. پتروف» آکادمی علوم پزشکی شوروی تقدیر به عمل آمد. سپس به تصمیم شورای عالی گواهینامه شوروی، به وی در ازای حضور فعال در آموزش کادر علمی رتبه استادی سرطان‌شناسی اهدا شد.
جمیل علی‌اف از سال ۱۹۹۴ ریاست دانشکده سرطان‌شناسی در دانشگان دولتی آذربایجان برای ارتقاء سطح دانش پزشکان را به عهده دارد. از سال ۱۹۹۰ مسئولیت مرکز ملی سرطان‌شناسی جمهوری آذربایجان را عهده‌دار است. وی تابه حال نه تنها تعداد بیش از ۶۰۰ مقاله علمی و ۱۸ تک‌نوشت و کتاب درسی به تألیف درآورده است، بلکه ۱۰ اختراع نیز ثبت نموده‌است.
در سال ۲۰۰۱، به عضویت حقیقی آکادمی ملی علوم جمهوری آذربایجان درآمد.

## عضویت در موسسات علمی
- عضو حضوری آکادمی ملی علوم جمهوری آذربایجان
- عضو حضوری آکادمی علوم نیویورک
- عضو حضوری آکادمی علوم طبیعی روسیه
- عضو حضوری آکادمی ملی علوم گرجستان
- عضو خارجی آکادمی علوم روسیه
- عضو حضوری آکادمی علوم طبیعی اروپا
- عضو حضوری فرهنگستان بین‌المللی مطالعات جهانی ترکیه
- عضو حضوری آکادمی بین‌المللی انرژی- محیط زیست

## جوایز
- دانشمند افتخاری جمهوری آذربایجان: سال ۲۰۰۰
- نشان شهرت: سال ۲۰۰۶
- نشان شرف: سال ۲۰۱۶
- نشان «سفیر علم و صلح»: سال ۲۰۱۸
- جایزه «دانشمند مصطفی توپچیباشوف»: سال ۲۰۰۳
- «دانشمند افتخاری» جمهوری داغستان: سال ۲۰۱۱
- مدال عظیم طلای «خدمات به جهان ترک»: سال ۲۰۱۵
- جایزه «دانشمند ن.ن. پتروف» آکادمی علوم پزشکی شوروی
- جایزه «یوسف محمدعلی‌اف» آکادمی ملی علوم جمهوری آذربایجان
- جایزه نیکولای پیروگوف آکادمی علوم طبیعی اروپا
- نشان دانشمند افتخاری اروپا
- نشان گوتفرید لایبنیتس
- جایزه «دانشمند میراسدالله میرقاسموف»[۴]